# Stanislav Ježek (skibobista)
Stanislav Ježek (* 31. července 1980) je český skibobista, mistr světa a celkový vítěz světového poháru v jízdě na skibobech, z oddílu TJ sokol Deštné v Orlických horách.

## Výsledky
- MS: 3x 1. místo
- SP 2000: 4. místo[5]
- SP 2006: 1. místo celkově